# Incendie de l'hôtel de ville de Montréal

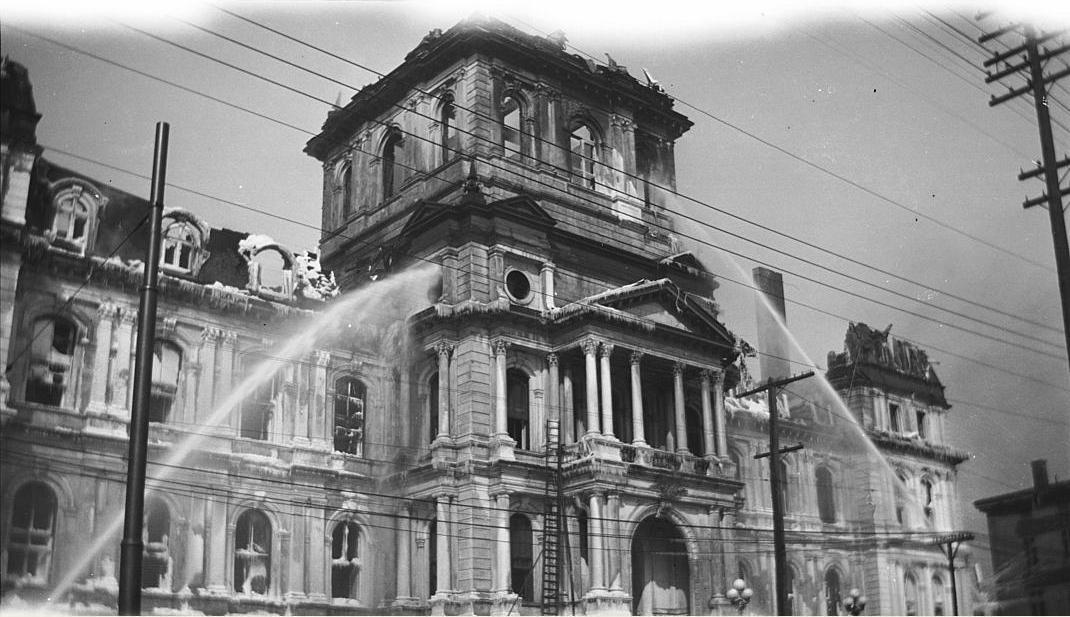
Dans la nuit du 3 au 4 mars 1922

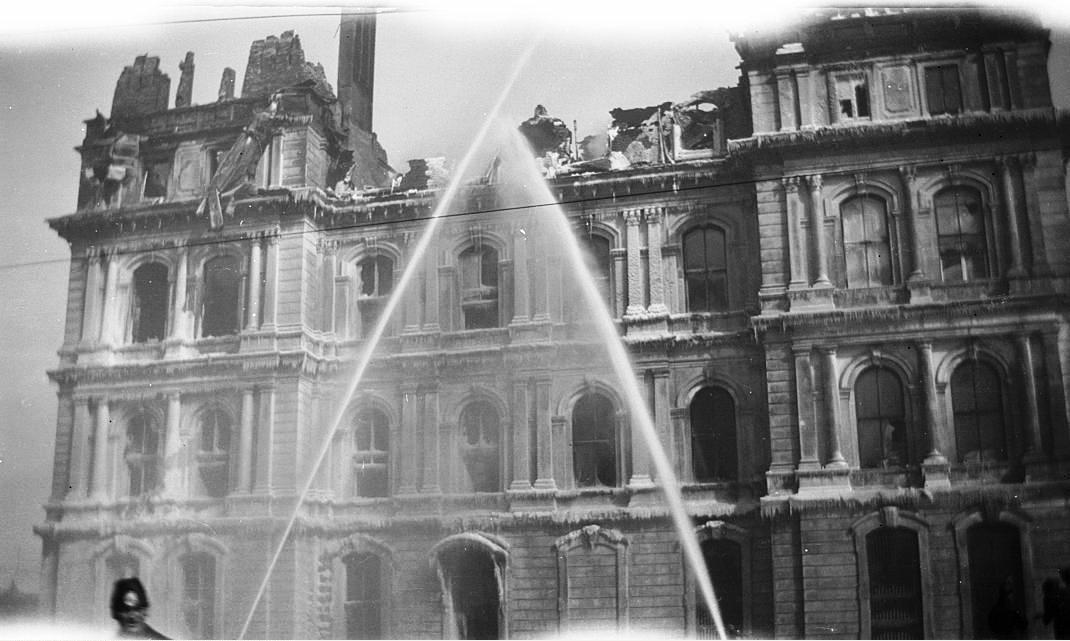
Les pompiers à l'œuvre

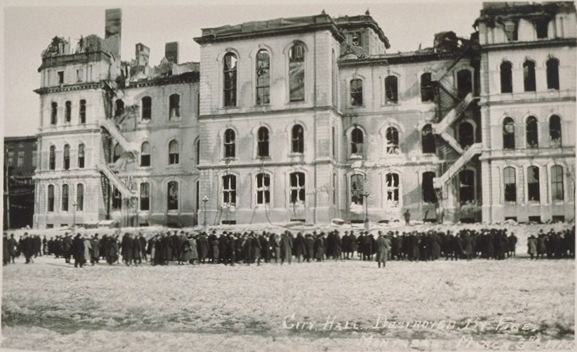
Vue arrière, le 5 mars 1922

Opérations de nettoyage et de reconstruction de l'hôtel de ville de Montréal

L'incendie de l'hôtel de ville de Montréal survient le 3 mars 1922 et détruit presque complètement l'hôtel de ville de Montréal.

## L'incendie
En fin de soirée le 3 mars 1922, le gardien de nuit entend un bruit et réalise que de la fumée s'échappe des tuyaux du calorifère. Après quelques difficultés, il arrive à sonner la première alarme à 23h44. Quand les pompiers  entrent dans les lieux, ils constatent rapidement que le feu prend sa source au sous-sol et se propage à travers les murs. Dès minuit, la troisième alarme est sonnée.  Les pompiers munis de grandes échelles pensent contenir le feu grâce à une vingtaine de pompes à vapeur.  Mais le feu prend de l'ampleur et lorsque les flammes percent la toiture, il devient évident que l'hôtel de ville de Montréal est en péril.  Vers 2h25, la toiture s’effondre ainsi que la tour et les deux étages supérieurs.
Une foule de près de 2 000 personnes assiste à la scène. Le chef Chevalier reçoit l'ordre du maire Médéric Martin d'évacuer les précieuses archives de la ville.  Le maire Martin affirme que les pertes s'élèvent à 10 millions de dollars.
On reconstruit l'hôtel de ville à l'endroit où il se trouve encore de nos jours.